# 刘杞荣
刘杞荣（1912年—2005年），男。湖南沅江人，中国武术家，曾任中国武术协会委员，湖南省体委武术总教练。